# 커리박쥐
커리박쥐(Glauconycteris curryae)는 애기박쥐과에 속하는 박쥐의 일종이다. 카메룬과 콩고민주공화국에서 발견된다. 자연 서식지는 아열대 또는 열대 습윤 저지대 숲과 습지이다.

## 특징
전체 몸길이가 75~85mm인 작은 박쥐로 전완장은 34~38mm, 꼬리 길이는 75~85mm이다. 발 길이는 6~8mm, 귀 길이는 11~12mm, 몸무게는 최대 5g이다. 털이 무성하다. 등 쪽 털은 회색빛 갈색부터 불그스레한 갈색까지 다양한 반면에 배 쪽은 밝다. 주둥이는 짧고 넓으며 편평하다. 귀는 비교적 짧고 둥글다.

## 생태
먹이는 곤충이다.

## 분포 및 서식지
카메룬 남서부에 널리 분포하고 콩고민주공화국 중북부 한 곳에서 발견된다. 새냇가와 수원지 근처 우림에서 서식한다.